# Gävle flygplats
Gävle flygplats, även Gestrike Airport eller i folkmun "Rörbergs flygplats", är en flygplats belägen i Rörberg i Valbo socken, mellan Gävle och Sandviken. 
Flygplatsen, som ursprungligen ägdes av Gävle och Sandvikens kommuner tillsammans med Försvarsmakten, byggdes i början av 1970-talet och trafikerade inledningsvis Bromma och Göteborg. Under perioden 1971–73 förekom även charter, vintertid till Kanarieöarna och sommartid till Mallorca med flygplan av typ Boeing 727-100 från flygbolaget Transair.
När tågtrafik började gå till Arlanda år 2000, minskade passagerarunderlaget. Försök gjordes för att få till stånd kommersiell trafik från flygplatsen, men allt reguljärflyg upphörde 2000.

## Trafik
Antalet flygbolag som bedrivit verksamhet på Gävle flygplats är många, bland annat har sträckorna Borlänge-Gävle-Bromma med Nord 262 (26 stolar) och Bromma-Gävle-Örnsköldsvik med Convair CV-440 Metropolitan (56 stolar) trafikerats. Charter till Kanarieöarna i samtrafik med Eskilstuna och Borlänge har pågått vintertid; mellan december 1971 och oktober 1973 bedrevs även egen trafik till Mallorca med flygbolaget Transair, Boeing 727 (131 stolar). Chartern lades ner 1973 i samband med oljekrisen. 
Från 1 november 1973 övertog Swedair trafiken med DHC-6 Twin Otter (19 stolar) på rutten Gävle-Bromma med två dubbelturer. Från 1 oktober 1975 gick samma trafik, men med Aero Commander 680 (sju stolar) och senare med Cessna 404 (åtta pstolar).
Swedair lade ner trafiken 1977, och AMA-flyg startade samma år med Cessna 402 (7 stolar). De bytte till Short Skyvan (19 stolar) 1978 och senare till Fairchild Metroliner (19 stolar) 1980. AMA-flyg bytte namn till Skyways of Scandinavia och fick även som första bolag tillstånd att mellanlanda på Arlanda på väg till/från Bromma. Vissa turer fortsatte till Mora-Siljan. I samband med Linjeflygs flytt till Arlanda 1983 ökades trafiken med Metro successivt till som mest fem-sex dubbelturer. Skyways beställde en Saab 340 för leverans i november 1988, men köptes innan dess upp av Salair, vilket bolag flög kombinerad trafik med Saab 340 och Metro på sträckorna Mora–Arlanda och Gävle–Arlanda. 
Då Salair enbart övergick till Saab 340 1989, övertogs trafiken av AVIA som först fortsatte med Short 330 (28 stolar) och senare Short 360 (36 stolar). AVIA och Salair slogs samman 1991 till Skyways och skaffade en enhetsflotta av Saab 340. Skyways kunde dock inte fortsätta trafiken, utan den övertogs av Air Hudik, som fortsatte med Short 360. Air Hudik gick i konkurs 1992 och köptes upp av Holmström Air i Hultsfred, men trafiken fortgick utan förändringar. Holmström Air i Hudiksvall AB gick i konkurs 1995 och delen i Hudiksvall ombildades till Holmstroem Air Sweden AB, som efter en rekonstruktion med nya ägare flög vidare under namnet Swedeways Air Lines.
Swedeways trafik på Arlanda upphörde i februari 2000.

### Övrig trafik
I övrigt har charter till Visby under somrarna 1972–1973 skett samt enstaka charterflighter gjorts under hela perioden. Swedairs målflyg flyttade från Bromma 1974 till nybyggd en hangar. Målflyget övertogs av NYGE 1986.
Gävle flygplats har även använts av X-air taxibolag från 1971 samt för arbeten med flygfoto åt Lantmäteriverket. 

### Efter reguljärflygets upphörande
Flygplatsen ägs av Gävle kommun och används för ad-hoc charter, taxiflyg, ambulansflyg, privatflyg och flygsport (Gävlebygdens Flygklubb och Valbo Flygklubb) och Skärmflygklubben Dalmåsarna. Flygplatsen nyttjas till stor del av Lantmäteriet för dess årliga flygfotograferingar av Sverige. I och med att Länssjukhuset finns i Gävle, är ambulansflygningar vanligt förekommande. En ny brandstation för Gästrike räddningstjänst invigdes i maj 2007.
Flygplatsen används även då och då av SAS för skolflygningar, då man låter piloter träna start och landningar.